# Харрисон, Тони
Тони Харрисон (англ. Tony Harrison; род. 6 сентября 1990, Детройт, штат Мичиган, США) — американский боксёр-профессионал, выступающий в первой средней и в средней весовых категориях. Среди профессионалов бывший чемпион по версии WBC Silver (2022), и бывший чемпион мира по версии WBC (2018—2019), претендент на титул чемпиона мира по версии IBF (2017) в 1-м среднем весе.

## Биография
Тони Харрисон родился 6 сентября 1990 года в Детройте, штат Мичиган, США. Его дедом был американский боксёр Генри Хэнк (1935—2004), на счету которого было 62 победы, 40 из них были одержаны досрочно, 30 поражений и 1 ничья; в 1963 году Генри завоевал титул чемпиона Мичигана в полутяжёлом весе. Отец Тони — Али Салаам (1961—2020), также был боксёром, выступающим в полусреднем весе. За свою профессиональную карьеру он провёл 18 поединков (11 выиграл и 7 проиграл), а после её завершения стал тренером. Фамилия Харрисон, принадлежала ещё деду Тони — Джозеффу Харрисону, который выступал под псевдонимом Генри Хэнк, а позже поменял его на другой — Юсуф Салаам.
Харрисон начал заниматься боксом в 8 лет. Так решила его мать, которая настояла именно на этом виде спорта, в то время, как отец был категорически против того, чтобы его сын был боксёром. Однако, он всё же начал тренировать Тони и через некоторое время увидел у него боксёрский талант, после чего кардинально поменял свою точку зрения.
Тони также посещал тренировки в «Kronk Gym» — зале Эмануэля Стюарта, который позволял ему проводить спарринги со своими известными учениками. В 2011 году Харрисон участвовал в турнире «Золотые перчатки» (англ. Golden Gloves), где дошёл до полуфинала, проиграв судейским решением будущему победителю турнира Артуро Трухильо. Всего на любительском ринге Тони Харрисон провёл 87 поединков, в 75 одержал победу, а в 12 потерпел поражение.

## Профессиональная карьера
После поражения на турнире «Золотые перчатки» в 2011 году, спортсмен принял решение перейти в профессиональный бокс. Одним из тех, кто поддержал это решение был его тренер Стюарт. Профессиональный дебют Тони состоялся 2 июля 2011 года в рамках андеркарда боя «Владимир Кличко — Дэвид Хэй». Его противником был немецкий боксёр Уве Тричлер (3 победы, 4 поражения и 1 ничья). Бой окончился победой Харрисона техническим нокаутом в 1-м раунде.
После смерти Эмануэля Стюарта, 25 октября 2012 года, Харрисон решил подписать контракт с промоутерской компанией Боба Арума «Top Rank». Однако в итоге подписал контракт с детройтским промоутером Джорджем Калтасом.
К июлю 2015 года Харрсион продолжал оставаться непобеждённым боксёром, на его счету была 21 победа, из них 18 были добыты досрочно. 11 июля того же года он провёл рейтинговый бой против боксёра из штата Огайо Уилли Нельсона (23 победы, 2 поражения и 1 ничья). Первая половина поединка прошла в напряжённой атмосфере, оба боксёра постоянно пытались атаковать, но ни Нельсон, ни Харрисон не смогли нанести акцентированного удара. В 9-м раунде боксёры вступили в обмен ударами, в результате которого Харрисон оказался в нокдауне и, за несколько секунд до окончания раунда, рефери остановил поединок. Победа техническим нокаутом в 9-м раунде была присуждена Нельсону.
30 июля 2016 года Харрисон провёл отборочный поединок за право претендовать на титул чемпиона мира в первом среднем весе по версии IBF против белоруса Сергея Рабченко (27 побед, 20 из них добыты досрочно и 2 поражения). Поединок проходил с преимуществом Тони Харрисона, который, главным образом, работал прямыми ударами. В 9-м раунде Харрисон отправил Рабченко в нокдаун, после чего рефери остановил бой.

### Бой против Джаррета Хёрда
После перехода Джермалла Чарло из первой средней в среднюю весовую категорию, титул чемпиона мира в первом среднем весе по версии IBF был объявлен вакантным. 25 февраля 2017 года между Харрисоном и его соотечественником Джарреттом Хёрдом состоялся поединок за титул чемпиона по версии IBF. В первой половине поединка доминировал Тони, он работал на дальней дистанции атакуя Джарретта прямыми ударами. После 6-го раунда Хёрд начал более активно атаковать соперника, это привело к тому, что в 9-м раунде один из его ударов достиг головы Харрисона и он оказался в нокдауне. Тони сумел подняться, но после диалога с рефери выплюнул капу. В итоге поединок был остановлен, а победа техническим нокаутом была присуждена Хёрду. На момент остановки боя на судейских записках лидировал Хёрд (76:76, 77:75 — дважды).

### Бой против Джермелла Чарло
22 декабря 2018 года Харрисон провёл поединок с непобеждённым чемпионом мира по версии WBC в первом среднем весе Джермеллом Чарло (31 победа). С самого начала поединка Тони начал боксировать в непривычной для себя манере, работая вторым номером. Во время четвёртого раунда Харрисон смог провести несколько удачных контратак. Чарло же был более активным; так, согласно статистике ударов, Джермелл выпустил 548 ударов, 160 из которых достигли Харрисона, а тот в свою очередь выпустил 377 ударов и 128 из них пришлись в цель. На протяжении всего поединка Чарло пытался нокаутировать соперника, но не смог достичь успеха. Бой завершился победой Харрисона единогласным судейским решением (116:112 и 115:113 — дважды). Решение отдать победу Харрисону было воспринято неоднозначно, зрители, которые находились в зале освистали решение, а сам Джермелл заявил, что судьи «забрали» у него победу.

### Чемпионский бой с Тимом Цзю
12 марта 2023 года в Сиднее (Австралия) досрочно техническим нокаутом в 9-м раунде проиграл небитому австралийцу Тиму Цзю (21-0), в бою за титул временного чемпиона мира по версии WBO в 1-м среднем весе.

### Бой с Эдвардом Диасом
26 июля 2025 года в Детройте провёл первый бой с 2023 года — в лимите среднего веса (до 72,6 кг) победил доминиканца Эдварда Уллоа Диаса (15-7, 12 КО) . Диас активно начал бой и навязал Харрисону открытый агрессивный сценарий. Тони в свою очередь работал от джеба стараясь не допустить драчливого оппонента на ближнюю. К середине боя доминиканец всё ещё создавал давление, но точных ударов у него было меньше. После 7-го раунда Харрисон был точней в два раза (79-31). На последних секундах 9-го раунда Харрисон пропустил правый боковой и оказался в нокдауне. Гонг не дал продолжить. Финальный раунд так же остался за Диасом. Счёт боя: 96:93, 98:91 и 97: 92 в пользу Тони Харрисона.

## Список профессиональных поединков
В таблице перечислены результаты всех поединков боксёров.
В каждой строке указан результат поединка. Дополнительно номер поединка обозначен цветом, который обозначает итог поединка. Расшифровка обозначений и цветов представлена в нижеследующей таблице.
| Пример | Расшифровка                     |
| ------ | ------------------------------- |
|        | Победа                          |
|        | Ничья                           |
|        | Поражение                       |
|        | Планируемый поединок            |
|        | Поединок признан несостоявшимся |
| КО     | Нокаут                          |
| ТКО    | Технический нокаут              |
| PTS    | Решение судей (по очкам)        |
| UD     | Единогласное решение судей      |
| MD     | Решение большинства судей       |
| SD     | Раздельное решение судей        |
| RTD    | Отказ от продолжения боя        |
| DQ     | Дисквалификация                 |
| NC     | Поединок признан несостоявшимся |

| 35 поединков, 30 побед (21 нокаутом), 1 ничья, 4 поражения. | 35 поединков, 30 побед (21 нокаутом), 1 ничья, 4 поражения. | 35 поединков, 30 побед (21 нокаутом), 1 ничья, 4 поражения. | 35 поединков, 30 побед (21 нокаутом), 1 ничья, 4 поражения. | 35 поединков, 30 побед (21 нокаутом), 1 ничья, 4 поражения.                         | 35 поединков, 30 побед (21 нокаутом), 1 ничья, 4 поражения. | 35 поединков, 30 побед (21 нокаутом), 1 ничья, 4 поражения.                                              |
| Бой                                                         | Рекорд                                                      | Соперник                                                    | Дата боя                                                    | Место проведения                                                                    | Результат                                                   | Примечания                                                                                               |
| ----------------------------------------------------------- | ----------------------------------------------------------- | ----------------------------------------------------------- | ----------------------------------------------------------- | ----------------------------------------------------------------------------------- | ----------------------------------------------------------- | --- |
| 34                                                          | 29-4-1, 21 KO                                               | Тим Цзю (21-0)                                              | 12 марта 2023                                               | Qudos Bank Arena, Сиднейский Олимпийский Парк, Сидней, Новый Южный Уэльс, Австралия | TKO 9 (12), 2:43                                            | Бой за титул временного чемпиона мира по версии WBO в 1-м среднем весе.                                  |
| 33                                                          | 29-3-1, 21 KO                                               | Серхио Гарсия (33-1)                                        | 9 апреля 2022                                               | Virgin Hotels, Лос-Анджелес, Калифорния, США                                        | UD 10 (10)                                                  | Счёт: 98-92, 100-90 (дважды). Завоевал вакантный титул чемпиона по версии WBC Silver в 1-м среднем весе. |
| 32                                                          | 28-3-1, 21 KO                                               | Брайант Перрелла (17-3)                                     | 17 апреля 2021                                              | Shrine Exposition Center, Лос-Анджелес, Калифорния, США                             | SD 12 (12)                                                  | Счёт: 116-112, 114-114, 111-117.                                                                         |
| 31                                                          | 28-3, 21 KO                                                 | Джермелл Чарло (2) (32-1)                                   | 21 декабря 2019                                             | Тойота Арена, Онтэрио, Калифорния, США                                              | KO 11 (12), 2:28                                            | Утратил титул чемпиона мира по версии WBC (1-я защита Харрисона) в 1-м среднем весе.                     |
| 30                                                          | 28-2, 21 KO                                                 | Джермелл Чарло (31-0)                                       | 22 декабря 2018                                             | Бруклин, США                                                                        | UD 12 (12)                                                  | Завоевал титул чемпиона мира по версии WBC (4-я защита Чарло) в 1-м среднем весе.                        |
| 29                                                          | 27-2, 21 KO                                                 | Ише Смит (29-9)                                             | 11 мая 2018                                                 | Sam's Town Hotel & Gambling Hall, Лас-Вегас, Невада, США                            | SD 10 (10)                                                  | |
| 28                                                          | 26-2, 21 KO                                                 | Джордж Соса (15-11-1)                                       | 17 февраля 2018                                             | Эль-Пасо, США                                                                       | TKO 5 (6), 2:21                                             | |
| 27                                                          | 25-2, 20 KO                                                 | Пол Валенсуэла (20-5)                                       | 14 октября 2017                                             | Бруклин, США                                                                        | UD 8 (8)                                                    | |
| 26                                                          | 24-2, 20 KO                                                 | Джарретт Хёрд (19-0)                                        | 25 февраля 2017                                             | Бирмингем, США                                                                      | TKO 9 (12), 2:24                                            | Бой за вакантный титул чемпиона мира по версии IBF в 1-м среднем весе.                                   |
| 25                                                          | 24-1, 20 KO                                                 | Сергей Рабченко (27-1)                                      | 30 июля 2016                                                | Бруклин, США                                                                        | TKO 9 (12), 1:18                                            | |

## Оценки
Спортивный журналист Пётр Шугуров описывает Тони как весьма высокого боксёра для первой средней весовой категории, который умеет использовать это преимущество. Также он отмечает, что Харрисон обладает весьма сильным ударом, и если какой-либо из его ударов сможет достичь цели, то Тони может пойти на добивание соперника. Эмануэль Стюарт сравнивал Харрисона с боксёром-средневесом Томасом Хирнсом, который был чемпионом мира в пяти весовых категориях.